# Kauguri
Kauguri es un barrio de la ciudad de Jūrmala, Letonia.

## Superficie
Posee una superficie de 3,4 kilómetros cuadrados (hectáreas).

## Población
Hasta 2008 presentaba una población de 20 585 habitantes, con una densidad de población de 6054,4 habitantes por kilómetro cuadrado.